# Édouard Bineau
 (novembre 2011).
Si vous disposez d'ouvrages ou d'articles de référence ou si vous connaissez des sites web de qualité traitant du thème abordé ici, merci de compléter l'article en donnant les références utiles à sa vérifiabilité et en les liant à la section « Notes et références ».
Pour les articles homonymes, voir Bineau.
Édouard Bineau, né le 17 juillet 1969,, est un pianiste, harmoniciste et compositeur de jazz vivant à Palaiseau (Essonne, France).

## Biographie
Musicien autodidacte, il commence la musique vers l'âge de 14 ans jouant de la guitare et de l'harmonica dans des groupes de blues. Son père, pianiste amateur, lui fait écouter Thelonious Monk, Oscar Peterson, Ray Bryant, Erroll Garner, Bud Powell... Il commence à étudier le piano à l'âge de 19 ans, à l'occasion d'une pièce de théâtre où il jouait le rôle d'un pianiste, en écoutant Bill Evans, Hank Jones, Miles Davis, Charlie Haden, Paul Bley ou encore John Coltrane.
À partir de 1999, Édouard Bineau se produit dans divers clubs de Jazz parisiens. Durant ces jam-sessions, diverses rencontres lui permettront de sortir en trio un premier album (Exodus, 2002), puis un second (Ideal Circus, 2005). En 2007, il expérimente le duo avec Sébastien Texier (clarinette) avec un troisième album (L'Obsessioniste : Hommage au Palais Idéal du Facteur Cheval, 2007), clin d'œil au célèbre Facteur Cheval et son Palais Idéal.
Édouard Bineau revient en 2010 avec l'album Wared Quartet, cette fois en quartet (avec Daniel Erdmann, saxophoniste allemand, et ses complices Arnaud et Gildas). Ce dernier album a été reçu très positivement par les médias puisqu'il a été plusieurs semaines consécutives en play list chez TSF Jazz et eut de nombreux passages sur Jazz à FIP. Le cinquième album, Sex Toy, sorti le 24 février 2012, a également été salué par la critique Jazz française. 
Le sixième album, Bluezz, sort en octobre 2014. On y retrouve les saxophonistes Sébastien Texier et Daniel Erdmann, mais également le chanteur américain Michael Robinson et l'harmoniciste français Jean-Jacques Milteau. Le contrebassiste Gildas Boclé y intervient sur un titre. 
Parallèlement, 2013, Édouard Bineau se produit régulièrement aux côtés de  Jean-Jacques Milteau dans un autre projet intitulé « Bluezz Gang » ; le répertoire y est essentiellement blues, on y retrouve Michael Robinson et Gildas Boclé, ainsi que Simon Bernier à la batterie. 
Édouard Bineau s'est produit dans de nombreux endroits comme les festivals de Grenoble, Amiens, Rhinojazzfestival, Jazz à Juan, Tanger, Auvers-sur-Oise, Hauterives, mais aussi au Petit Opportun, Sunside, Sunset, Duc des Lombards, Festival de Crest, Chambéry, Tourcoing, Leipzig…
Le pianiste Antoine Hervé dit de lui que c'est un « Jazz Poète », et nombre de ses pairs en font l'éloge, comme Kenny Werner qui décrit « [...] un musicien d'une grande profondeur... qui combine swing et créativité avec brio... » ou Steve Swallow qui le classe dans « la brève liste des pianistes qui ont quelque chose de particulier à nous dire et les moyens de le faire... au toucher et à la technique remarquable... »
Depuis 2014, Édouard Bineau s'est perfectionné dans la pratique et les techniques modernes de l'harmonica diatonique, et se produit autant au piano qu'à l'harmonica diatonique en tant que leader ou sideman.
En 2020,septième album : Secret World ( Osefh Quartet) . On y retrouve Sébastien Texier au saxophone alto, mais aussi son fils, le jeune virtuose, Oscar Bineau ( Saxophone Ténor et Soprano) , accompagnés d'une rythmique inédite composée de Henri Dorina à la basse et François Constantin aux percussions.
À partir de 2024, Edouard Bineau travaille avec François Rollin, qui le met en scène dans son seul en scène : Pianonica. Un concert mais pas que…, ou Édouard Bineau est au piano et à l'harmonica diatonique, jouant souvent des deux instruments simultanément, et dans lequel il mêle musique et théâtre.[source insuffisante]
En 2025, Édouard Bineau forme un duo avec le guitariste et chanteur franco-algérien Karim Albert Kook pour l’album Roots of Blues (Label Team). Ce projet revisite dix standards du blues à travers une interprétation personnelle, marquée par les parcours croisés des deux artistes et leur approche métissée de cette tradition musicale. L’album mêle slide guitare, open tuning et harmonica sur des titres emblématiques comme « Rollin’ and Tumblin’ », « Mojo Working » ou « Midnight Special »,,.

## Discographie
- 2002 : Exodus (Night bird Music)
- 2005 : Ideal Circus (Night bird Music)
- 2007 : L'Obsessioniste : Hommage au Palais Idéal du Facteur Cheval (Chant du Monde)
- 2008 : Two Nights in Leipzig, avec Daniel Erdmann (Campus Inter|national:Live)
- 2010 : Wared Quartet (Derry Dol Records/Socadisc)
- 2012 : Sex Toy (Derry Dol Records)
- 2014 : Bluezz (Derry Dol Records)
- 2019 :  Secret World  (Idealand production)
- 2025 : Roots of Blues (Label Team), avec Karim Albert Kook